# Rychlá hra
Rychlá hra je česká interaktivní teleshoppingová televizní soutěž vysílaná v letech 2015–2021.

## Opořadu
Jde o stejný formát pořadu, který vysílala již neexistující Active TV, a provozovala jej stejná společnost, tedy Telemedia InteracTV.
Od roku 2015 byla Rychlá hra vysílána na stanicích TV Barrandov, Barrandov Krimi (tehdy Barrandov Plus) a Kino Barrandov. Na podzim téhož roku přibyly v programu těchto stanic pořady na stejném principu: Linka lásky, Eroskop a Chat Linka, divák měl možnost popovídat si (chatovat) s operátorkou na lince či poslouchat horoskopy lásky.
V roce 2016 byly za odvysílání 2 epizod pořadu Linka lásky Radou pro rozhlasové a televizní vysílání uděleny pokuty ve výši více než 800 000 Kč.
Vysílání rovněž v letech 2017–2018 probíhalo na JOJ Family, a to pod názvy Linka lásky a Zavolej a Vyhraj!, tento pořad nabízel možnost během zavolání získat 6 náhodných čísel, které mohl volající vsadit do loterie. V září 2018 bylo vysílání Rychlé hry obnoveno, během vysílání měli diváci zavoláním možnost zakoupit elektronické čtvrtletní předplatné časopisu Sedmička.
V dubnu 2021 byla telefonními operátory kvůli vysílání pořadu na základě podnětu Janka Rubeše a Honzy Mikulky z YouTube kanálu Kluci z Prahy aktivována skupina pro podvody, která vyzvala provozovatele pořadu, aby zajistil vysílání v souladu se zákony a dobrými mravy. O několik dní později byl pořad z televizního vysílání stažen. V květnu 2021 se Rychlá hra krátce znovu vysílala, přičemž volající si místo předplatného časopisu Sedmička zakupovali 82 sekund hovoru s věštci.
Stejný provozovatel na podzim roku 2023 spustil pořad podobného charakteru s názvem Next Earth – můžete být vítězem, v němž volající zakupují metaverse vouchery. Pořad vysílala do srpna 2025 televize Óčko od pondělí do čtvrtka ve 22.30 a v pátek a sobotu ve 22.00, v dubnu 2024 jej krátce vysílala rovněž stanice Sporty TV denně ve 12.00.